# Tereza Pařízková
Tereza Pařízková (* 1987 Olomouc) je česká spisovatelka, scenáristka, knihkupkyně, překladatelka a majitelka literární agentury.

## Život
Vystudovala scenáristiku a dramaturgii na FAMU. Na Univerzitě Roehampton v Londýně úspěšně absolvovala obor Children's Literature.

## Literární činnost
Zabývá se především oblastí literatury pro děti. Kromě aktivní spisovatelské činnosti se věnuje také překladatelství dětské beletrie z angličtiny. V roce 2019 založila společně se svou matkou Yvonou Pařízkovou specializované dětské knihkupectví Zlatá velryba s prodejnou v Olomouci. Založila a provozuje literární agenturu Twinkle Books Agency, která zastupuje zahraniční nakladatele dětské literatury a zprostředkovává autorská práva na překlad jejich titulů do češtiny a slovenštiny.

## Překlady do češtiny
- G. Rodkey: Dvojčata na bitevním poli, Mladá fronta (2018)
- M. Barnett, J. John: Děsná dvojka dělá psí kusy, Mladá fronta (2018)
- S. Voake: Maxík Toulavý a pouliční smečka, Mladá fronta (2019)a
- R. S. Gannettová: Tátův dráček, Mladá fronta (2022)

## Ocenění
V roce 2012 byla na Mezinárodním filmovém festivalu Karlovy Vary oceněna v rámci scenáristické soutěže Nadace RWE & Barrandov studio za scénář s názvem Ve společnosti mého otce.